# Municipio Metepec (México)
Koordinaten: 19° 15′ 0″ N, 99° 36′ 0″ W

Lebensbaum, um 1980. Bunt bemalte Lebensbäume aus Ton mit eingearbeiteten Krippenszenen sind typische Arbeiten der Töpfer von Metepec. Bestand des MEK.

Metepec ist ein Municipio im mexikanischen Bundesstaat México. Es gehört zur Zona Metropolitana del Valle de Toluca, der Metropolregion um Toluca de Lerdo. Das Municipio hat laut Zensus 2010 214.162 Einwohner, seine Fläche beläuft sich auf 67,6 km².
Der Sitz der Gemeinde ist das gleichnamige Pueblo Mágico Metepec.

## Geographie
Metepec liegt zentral im westlichen Teil des Bundesstaates México, wenige Kilometer südöstlich von Toluca de Lerdo auf etwa 2650 m Höhe. Einzige wesentliche Erhebung im Municipio ist der Cerro de Metepec.
Das Municipio Metepec grenzt an die Municipios Toluca, San Mateo Atenco, Tianguistenco, Chapultepec, Mexicaltzingo und Calimaya.

## Orte im Municipio
Laut Erhebung des INEGI 2010 umfasst das Municipio 22 Ortschaften, von denen 9 eine Bevölkerung von mehr als 5.000 Personen aufweisen. Diese Orte sind – absteigend geordnet nach ihrer Bevölkerungszahl – San Salvador Tizatlalli, Metepec, San Jerónimo Chicahualco, San Francisco Coaxusco, San Jorge Pueblo Nuevo, San Bartolomé Tlaltelulco, San Gaspar Tlahuelilpan, San Miguel Totocuitlapilco und Santa María Magdalena Ocotitlán. San Salvador Tizatlalli, San Jerónimo Chicahualco, San Francisco Coaxusco und San Jorge Pueblo Nuevo galten in den INEGI-Statistiken bis 2005 nicht als eigene Orte, sondern als Teile der Stadt Metepec.